# Offensive de Huesca
Guerre d'Espagne
L’offensive de Huesca est une bataille de la guerre d'Espagne, initiée par l’armée populaire de la République en juin 1937 afin de prendre la ville aragonaise de Huesca, qui depuis le début de la lutte en juillet 1936 est sous la domination des forces de l'insurrection nationaliste.

## Contexte
À la suite du coup d'État militaire du 18 juillet 1936, l'Aragon a été occupée pour moitié par les forces loyales au gouvernement de la République à l'est et par les rebelles nationalistes à l'Ouest qui ont réussi à occuper les trois capitales de la province (Teruel, Saragosse et Huesca) sans grande lutte leur octroyant ainsi des positions stratégiques très utiles tout au long de la guerre.
Dans la région aragonaise, la principale force de soutien de la République provenait des milices anarchistes, formées dans les premiers jours de la guerre par la CNT et les FAI, et qui avaient en fait exercé leur contrôle sur les zones rurales de l'est de l'Aragon, instituant le Conseil régional de défense d'Aragon et laissant les paysans s'organiser, dans des collectivités agraires dites anarchistes. En dépit de leur rejet frontal du soulèvement de droite, les dirigeants anarchistes n'avaient pas réussi à lancer des opérations militaires en Aragon en raison de la désorganisation de leurs propres milices basées sur des ouvriers syndiqués et des paysans, manquant la plupart du temps d'instructions et de discipline militaires adéquates, avec peu d'armes et de blindés, mais surtout à cause de la volonté des républicains madrilènes et barcelonais que les anarchistes ne conquièrent rien, leur ordonnant de ne pas attaquer sous peine de mort, et leur interdisant armes et munitions.
Au début du printemps 1937, les milices anarchistes ont été réorganisées pour en faire des unités militaires, disciplinées.
Les rebelles exerçant une forte pression sur Madrid et le front nord où Bilbao est menacée après plusieurs offensives sur Biscaye, le commandement  de l’Armée populaire de la République décident de lancer des offensives pour soulager les autres fronts et permettre de réorganiser la défense de Bilbao. Le ministre de la Défense de la République, le leader socialiste Indalecio Prieto a approuvé le plan, et son exécution a été confiée au général Sebastián Pozas.

## Préparatifs
L'offensive de Huesca est une mesure dont le but est de diversion contre l'offensive franquiste de Biscaye. Elle a été entreprise par la nouvelle armée de l'est, opérant sur le front de l'Aragon sous les ordres du général Pozas. Lors de son élaboration, Pozas déplaça la XIIe Brigade internationale (des Italiens de la brigade Garibaldi qui se sont distingués contre leurs compatriotes à Guadalajara) commandée par le communiste hongrois Maté Zalka, surnommé le général Lukács depuis le front de Madrid ainsi que quatre autres brigades venant également du front central. L'armement des troupes n'a pas été amélioré et l'attaque n'a pas bénéficié d'un important soutien de l'artillerie ou des chars.

### Troupes nationalistes
Les forces rebelles chargées de la défense de Huesca se limitaient à la garnison de la ville constituée des régiments Galicia et Valladolid., Bien que le contrôle de la route d'Alerre, au nord-ouest de la ville, leur permette de recevoir des renforts, l'état-major du groupe rebelle refuse de mobiliser des unités militaires supplémentaires pour la défense de Huesca, s'appuyant sur des informations locales selon lesquelles l'attaque républicaine serait massive mais très désorganisée.

### Troupes républicaines
Le 11 juin, au lieu-dit Monte Fragón, un obus atteint de plein fouet la voiture de Lukács alors que, de retour d’une inspection du front, elle passe le col d’Estrecho-Quinto. Il est tué, ainsi que son chauffeur ; le commissaire politique de la XIIe BI, Gustav Regler, qui accompagnait Lukács, est grièvement blessé. La plupart des sources estiment que c'est un avion nationaliste qui a mitraillé la voiture de Lukács, mais parce que Regler et André Marty se haïssaient notoirement et que Staline ne voulait de révolution communiste libertaire hors de son contrôle, le NKVD est soupçonné d'avoir fait sauter la voiture où se trouvaient un militaire trop populaire et trop efficace, ayant servi sous Trotsky dans les années 1920 (Lukács), et un « déviationniste » (Regler).
Le dirigeant communiste Manfred Stern, surnommé le général Kleber, succède alors  à Lukács à la tête de la 45e division, nouvellement formée dans le but de rassembler quelques unités dispersées des brigades internationales sous un commandement unique. D'autres forces arrivant de Madrid (les 25e, 27e, 28 et 29 divisions ainsi que la 72e brigade mixte), sous le commandement du colonel Guillermo de la Peña Cusi participent à l'offensive. Les nationalistes sont certes peu nombreux mais ils sont bien armés et bien retranchés, alors que les attaquants républicains sont démoralisés, les unités anarchistes sont méfiantes et traumatisées par les récentes journées de mai à Barcelone (3 au 8 mai 1937). De plus le manque de coordination dans le commandement (dont le général républicain Sebastián Pozas est théoriquement en charge) est totale, en raison de la volonté de ménager les susceptibilités des dirigeants communistes et anarchistes (hostiles depuis les récents combats mutuels à Barcelone).

## Déroulement des opérations
L'attaque contre Huesca commence le 12 juin par un bombardement de l'artillerie seule, dans le cadre d'une manœuvre d'approche directe, simultanée à une autre, de soutien, sur la ville de Chimillas. L'infanterie républicaine doit lancer l'attaque dans un espace dégagé de moins d'un kilomètre de largeur, dépourvu d'arbres et de pierres, dont l'unique protection est constituée de buissons qui atteignent à peine les genoux des soldats. Les attaques contre Huesca et Chimillas sont facilement repoussées par un feu nourri des mitrailleuses et de l'artillerie des troupes de Franco, en grande infériorité numérique mais très bien implantées.
Dans ce scénario, l’aviation républicaine a joué un rôle important. Elle était composée de Chatos et de Moscas d’Alcalá de Henares (sur le front de Madrid), qui affrontaient les Fiat CR-32 et l’escouade de Heinkel He 51 des nationalistes. Le combat aérien le plus important a eu lieu le 14 juin mettant au cours duquel une centaine d'avions sont intervenus au total, et cela bien que l'état-major général de Franco ait décidé de poursuivre l'offensive à Biscaye, il avait mobilisé d'importantes unités d'aviation pour la défense de Huesca. Le 16, le dernier combat aérien de la bataille de Huesca a eu lieu avec le bombardement de Chimillas.
Malgré tout, l'offensive échoue car il n'y avait ni surprise ni discrétion dans les mouvements des troupes républicaines : l'emplacement des unités d'infanterie a été modifié en plein jour, sous l'observation des troupes rebelles, et l'artillerie déficiente dans ses communications n'a pas su coordonner les feux de barrage (tirs visant des secteurs inutiles, ou tirs suspendus faute de pouvoir installer les batteries dans un lieu sûr proétégé de l'ennemi).
Le 16, à l'aube, les troupes républicaines lancent un nouvel assaut contre les villes d'Alerre et de Chimillas, mais le violent tir ennemi qui frappe tout le terrain sur lequel elles manœuvrent les repousse. Deux jours de tirs isolés et de tentatives infructueuses se poursuivent jusqu'au 19 juin où l'ordre est donné d'arrêter l'offensive sur Huesca car ce jour-là, les brigades navarraises de Franco entrent dans Bilbao. Le champ de bataille est semé de morts et de blessés et  de cadavres pourrissant au soleil, tandis que les troupes républicaines se replient le 20 juin sur leurs positions initiales. Le rapport du leader communiste polonais Karol Świerczewski (surnommé le général Walter dans les brigades), qui a également participé au combat, indique que les performances de la XIIe Brigade internationale n'ont rien à voir avec ce qu'elles ont accompli lors de batailles précédentes.

## Conséquences
Dans son livre Das große Beispiel (Le Grand Exemple), Gustav Regler relate que l'offensive s'est déroulée dans une ambiance défaitiste ne soutenant pas le moral des républicains. Après les événements de mai à Barcelone, le climat était tendu entre les communistes et les anarchistes. Aussi l'arrivée de forces communistes depuis le front du centre à Huesca qui est un secteur tenu depuis le début de la guerre par des formations anarchistes et par la 29e division constituée de membres du POUM (hostile aux communistes) exacerba les tensions.
Les pertes des combattants anarchistes et du POUM dans cette offensive ont été très importantes, ce qui a de nouveau engendré une méfiance accrue de ces groupes à l'égard des communistes espagnols. Au cours des deux semaines qu'a duré l'attaque, il y a eu 1 000 victimes du côté républicain, la majorité appartenant aux anciennes milices anarchistes (maintenant militarisées). C'est au cours de l'offensive que George Orwell a été blessé et emmené à l'arrière par train. L'accueil du convoi à l'hôpital a aussi été  très froid en raison de la présence en nombre de brigadistes garibaldiens italiens. Les forces républicaines n'ont pas disposé d'une véritable couverture de la part de l'artillerie, et n'avaient pas de chars qui auraient été nécessaires pour prendre Huesca.